# Forelia americana
Forelia americana är en kvalsterart som beskrevs av Cook. Forelia americana ingår i släktet Forelia och familjen Pionidae. Inga underarter finns listade i Catalogue of Life.